# Belonisculus jacobsoni
Genre
Espèce
Belonisculus jacobsoni, unique représentant du genre Belonisculus, est une espèce d'opilions laniatores de la famille des Beloniscidae.

## Distribution
Cette espèce est endémique de Sumatra en Indonésie. Elle se rencontre à Simeulue et Baso.

## Description
Le mâle holotype mesure 4 mm.

## Publication originale
- Roewer, 1923 : Die Weberknechte der Erde. Systematische Bearbeitung der bisher bekannten Opiliones. Gustav Fischer, Jena, p. 1-1116 (texte intégral).